# الحدث (فلم)
الحدث (بالفرنسية: L'événement) هو فيلم دراما فرنسي من إخراج أودري ديوان مبني على رواية تحمل نفس الاسم للكاتبة آني ارنو وبطولة أناماريا فارتولومي ولوانا باجرامي.
تم عرض الفيلم في مهرجان البندقية السينمائي في 6 سبتمبر 2021 حيث فاز بجائزة الأسد الذهبي وتلقى مراجعات إيجابية من النقاد.